# Hausen am Bussen
Hausen am Bussen település Németországban, azon belül Baden-Württembergben. Lakosainak száma 276 fő (2023. december 31.).

## Népesség
A település népessége az elmúlt években az alábbi módon változott:
| Lakosok száma | 171  | 169  | 174  | 219  | 220  | 254  | 283  | 308  | 258  | 276  |
|               | 1961 | 1967 | 1974 | 1980 | 1986 | 1993 | 1999 | 2005 | 2012 | 2023 |